# Одержимі (пластовий курінь)
Курінь ч. 9 ім. Софії Фредро-Шептицької «Одержимі» уладу старших пластунів Національної скаутської організації України «Пласт» був створений 5 січня 2007 року в м. Львів.
Головним напрямком діяльності куреня є виховницька робота в усіх уладах. Членкині куреня вже кілька років поспіль долучаються та організовують такі заходи як: «День Пластуна», Пластове містечко, в рамках святкування Дня міста Львова, «Вифлеємський вогонь миру», «Дошкіл виховників», «Вишкіл зв'язкових» та «Вишкіл виховників юнацтва».

#### Барви куреня
Основні барви: Сіра та Рожева

Побічна барва: Біла

#### Традиції куреня
У специфіці назовництва і церемоніалів куреня простежується фольклорна основа. Усі назовництва і значною мірою традиції в курені будуються на основі чотирьох стихій: Землі, Води, Вогню та Вітру.
Назовництва курінних «діловодів» ґрунтуються на стихії Повітря:

Осередок — Ферфель

Осередкова — Ферфелиця

Провід куреня — Вир

Курінна — Борея

Заступник курінної — Бриза

Писар — Легітка

Скарбник — Евра

Хронікар — Нота

Хранителька традицій — Лептавиця

Засновниці куреня — Флю-гери

Наставниця — Веремія

Курінні книги іменуються стихією Води:

Курінна книга — Джерело

Курінна хроніка — Ожеледиця

Бібліотека — Оазис

Заява вступу в курінь — Гирло

Співаник — Веселка

Картотека — Поросся

Курінні заходи пов'язані із стихією Землі:

Велика Рада куреня — Літнє суцвіття

Мала Рада куреня — Зимове суцвіття

День народження куреня — Кореневище

Сходини — Паростки

Збірка — Брунька

Табір — Верховіття

Мандрівка — Перекотиполе

Курінні традиції переплітаються зі стихією Вогню:

Хлопець — Промінь

Чоловік — Зірниця

Дитина — Іскра

Заручини — Сузір'я

Дівич вечір — Сяйво

Весілля — Зорепад

Також Одержимі мають надзвичайно гарні та таємні переведення у ступенях, незабутні Суцвіття, оригінальні знайомства з Променями, чутливі «віддання» Одержимих Зірниці, проведення веселих Зорепадів, прийняття Іскор та багато-багато іншого, про що можна дізнатись, приєднавшись до Нас.

#### Курінне привітання
«Amore-more» — «Ore-re». В Одержимої є періоди життя, які пов'язані з цими словами. Тож йдучи по життю кожна Одержима може зібрати скарбничку символічних подарунків на згадку від своїх Подруг.

#### Ступені в курені
Прихильниця куреня — Бісик

I ступінь — Шалена

II ступінь — Причинна

III ступінь — Одержима

#### Гасло куреня
«Працюй для себе, над собою, учись від народу і учи народ!»

#### Діяльність Одержимих
Головним напрямком діяльності куреня є виховницька робота в усіх уладах. В першу чергу цю спеціалізацію реалізовуємо через реальну роботу впорядницями юнацьких гуртків. Усі членкині куреня були або є діючими виховницями. Для підвищення рівня виховників та загалом виховного процесу в Пласті нами був започаткований такий проєкт як «Дошкіл Виховників», який успішно росте, розвивається та поширюється. В планах нашої діяльності є удосконалення системи вишколів для виховників загалом та активне долучення до їх організації.
Ще одним напрямком нашої діяльності є релігійне виховання в Пласті, адже аспект духовного розвитку в Пласті останнім часом дуже занепадає. І через організацію реколекцій, пошук духівників для юнацьких куренів, організацію соціальних проєктів ми намагаємось повернути йому належне місце.
Але описаними вище напрямками наша діяльність зовсім не обмежується, навпаки — це лише маленька частка від усієї різноманітності акцій, які курінь робить з року в рік. Звісно ж найпочесніше місце серед них займає Фестиваль пластової творчості «День Пластуна» — наймасовіший пластовий захід в Україні, який організовуємо разом з куренем Лісові Чорти. Членкині куреня також організовують та допомагають в організації таких заходів як Вифлеємський вогонь миру, Кваліфікаційний вишкіл дійсного членства, Вишкіл виховників УПЮ та активно долучають до інших станичних, крайових та міжкрайових акцій.
Окрім того, одним із захоплень одержимих є кулінарія. Дівчата ведуть кулінарний блог перевірених рецептів «Одержима кухня»

#### Гімн куреня
Боже, вільні!
Слова та музика Соломії Кейван, 2007 рік.

Аморе-море, нас в далі кличуть гори

Нам ясне сонце світить угорі

А сила духу поєднає в горі

І відшукає рай у цій землі

Цінуй народ, якому ти належиш

І звичай з вуст в уста передавай

Твій дім — святий, а думки дух — безмежний

Лелій його і день за днем плекай

Ми божевільні, Боже, ми вже вільні!

Вогонь в очах і запал у серцях

Краса і сила наші друзі спільні

В майбутнє нам вкажуть вірний шлях

А як з небес впадуть рясні дощі

Нам буде радісно і світло на душі

Лиш та що лиху і біді зуміє вигукнути — «Ні»

Зустріне птицю щастя навесні

#### Міста, в яких діє Ферфель
Львів, Стрий, Тернопіль, Київ, Вашингтон (DC), Берлін